# Capra pyrenaica lusitanica
Lo stambecco portoghese (Capra pyrenaica lusitanica) è una sottospecie estinta dello stambecco spagnolo che popolava un tempo i monti del Portogallo, oltre che della Galizia, delle Asturie e parte dei Monti Cantabrici.
Differiva dalle altre sottospecie di stambecco per le corna lunghe all'incirca la metà, ma larghe il doppio, e quindi molto più vicine l'una all'altra alla base.
Nel 1800 questo stambecco era abbastanza diffuso nel suo areale, ma la caccia spietata alla quale venne sottoposto lo decimò in pochi decenni: i cacciatori locali non rispettavano le stagioni di caccia fissate e sparavano agli animali anche in maggio, quando scendevano a valle per cercare nutrimento.
La gente cacciava questi animali per la pelle, con la quale si fabbricavano vestiti, oltre che per la carne, le corna (usate per fabbricare corni alpini) e per i bezoari, ossia le pietre contenute nel loro stomaco, che si riteneva potessero proteggere da qualsiasi veleno.
Già nel 1870 era divenuto molto raro. Nel 1886 fu avvistato l'ultimo branco, composto da 12 esemplari. Una vecchia femmina fu catturata nel 1889, ma morì dopo tre giorni: un anno dopo altre due femmine furono trovate morte in Galizia, uccise da una valanga.
L'ultimo avvistamento fu di un esemplare femmina, sulla Sierra de Gerês nel nord del Portogallo, nel 1892.

## Curiosità
Nel vecchio areale di questa sottospecie estinta, che oggi è il Parco nazionale di Peneda-Gerês, si è auto-introdotta un'altra sottospecie, la Capra pyrenaica victoriae. Si tratta di individui fuggiti, nel 1998, dal recinto di acclimatazione del Parco Baixa Limia-Serra do Xurés, nella confinante Galizia spagnola.